# Billionth Barrel Monument

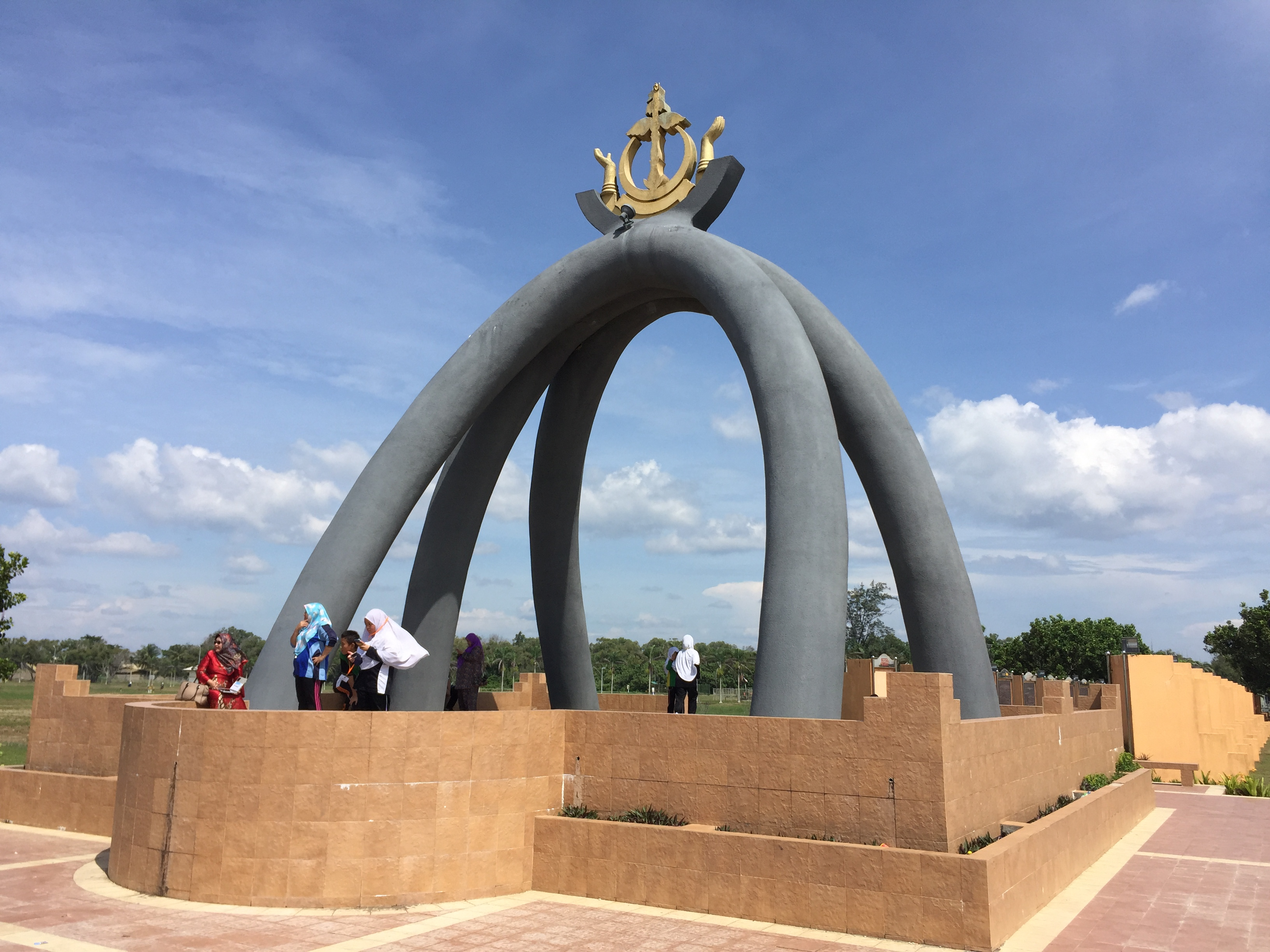
Milliarde-Barrel-Denkmal, Brunei.

Das Billionth Barrel Monument (dt.: Denkmal für das Milliardste Barrel) ist ein Denkmal in Seria, Brunei.

## Geschichte
Das Denkmal wurde 1991 errichtet und von Sultan Hassanal Bolkiah am 18. Juli 1991 eingeweiht. Es erinnert an die Förderung des Milliardsten Barrel Erdöls, das in dem Ölfeld in Seria gefördert wurde. Das Denkmal wurde von einem lokalen Architekten entworfen.

## Gestalt
Auf einem erhöhten Platz, der mit angedeuteten Stadtmauern umgeben ist, erheben sich 5 schwarze Rohre, die eine Bogenkonstruktion bilden, die von einem vergoldeten Wappen gekrönt wird. Die fünf Rohre erinnern an die Fünf Säulen des Islam und auch die Bodenfliesen sind nach islamischen Vorbildern gestaltet. Das Wappen besteht aus zwei erhobenen Händen seitlich und einem Phönix, der sich aus einem Halbmond erhebt.

## Lage
Das Denkmal liegt in der Nähe der ersten Ölquelle (S-1) des Seria Field am Strand von Seria. Die Quelle wurde von Brunei Shell Petroleum 1929 eröffnet. Die ursprüngliche Quelle liegt 38 m entfernt und ist nur noch durch einen verrosteten Stahlträger markiert.